# 氷川神社 (八潮市浮塚)
氷川神社（ひかわじんじゃ）は、埼玉県八潮市の神社。

## 歴史
創建年代は不明である。ただ社伝によれば、豊臣家の家臣だった小宮将監が当地に土着して、当社を創建したという。当社の境内は「浮塚」の地名の由来となった小さな丘の上にある。「大正寺」と「長泉寺」が別当寺であった。両寺は真言宗の寺院であったが、明治初期に合併し、真言宗豊山派の大仙寺となっている。
1871年（明治4年）、近代社格制度に基づく「村社」に列せられ、1909年（明治42年）の神社合祀により、「稲荷社」が合祀された。

## 交通アクセス
- 首都圏新都市鉄道つくばエクスプレス六町駅より徒歩20分。
- 東武バス（路線バス）八潮駅北口 - 綾瀬駅行き「氷川神社前」下車
- 東武バス（路線バス）綾瀬駅 - 八潮駅北口行きまたは八潮市役所行き「氷川神社前」下車
- 首都高速道路6号三郷線 八潮南出入口から車で3分